# Plešce
 Plešce  falu Horvátországban, a Tengermellék-Hegyvidék megyében. Közigazgatásilag Čabarhoz tartozik.

## Fekvése
Fiumétól 31 km-re északkeletre, községközpontjától 7 km-re délkeletre, a horvát Hegyvidék nyugati részén a szlovén határ mellett fekszik.

## Története
A településnek 1857-ben 154, 1910-ben 183 lakosa volt. A trianoni békeszerződésig Modrus-Fiume vármegye Čabari járásához tartozott. 2011-ben 141 lakosa volt.

## Lakosság
| Lakosság változása | Lakosság változása | Lakosság változása | Lakosság változása | Lakosság változása | Lakosság változása | Lakosság változása | Lakosság változása | Lakosság változása | Lakosság változása | Lakosság változása | Lakosság változása | Lakosság változása | Lakosság változása | Lakosság változása | Lakosság változása |
| ------------------ | ------------------ | ------------------ | ------------------ | ------------------ | ------------------ | ------------------ | ------------------ | ------------------ | ------------------ | ------------------ | ------------------ | ------------------ | ------------------ | ------------------ | ------------------ |
| 1857               | 1869               | 1880               | 1890               | 1900               | 1910               | 1921               | 1931               | 1948               | 1953               | 1961               | 1971               | 1981               | 1991               | 2001               | 2011               |
| 154                | 142                | 161                | 170                | 172                | 183                | 144                | 165                | 158                | 175                | 176                | 164                | 136                | 178                | 159                | 141                |

## Nevezetességei
A Szentháromság tiszteletére szentelt templomának elődje egy 1648-ban épített kápolna volt. 1737-ben bővítették, mai sajátságos formáját az 1885-ben végzett átépítés után nyerte el. Az egyhajós épület sokszög záródású szentéllyel, harangtoronnyal és sekrestyével rendelkezik. A falu központjában, hosszú oldalával a főút mentén épült. Az oldalhomlokzatok kialakításának egyszerűségét a főhomlokzat barokk stílusjegyeinek reprezentatív alkalmazása kompenzálja. A belső teret féloszlopok és párkányok tagolják. A mellékoltárok neoreneszánsz és neogótikus jellegzetességeket mutatnak, míg az aranyozott, magas, domborművekkel díszített főoltár a Szentháromságot ábrázoló olajfestménnyel és Krisztus sírba helyezésének kartusban történő ábrázolásával a szentély teljes terét kitölti.
A Szentháromság-plébániatemplommal szemben áll Ivan Čop földtulajdonos, kereskedő és vendéglős 1856-ban épített háza. Az építtető gazdagságát a három, Krisztus monogramjával, az építés dátumával, valamint az építtető és felesége kezdőbetűivel ellátott három lenyűgöző kőportál is bizonyítja. Az emeletes ház kőből épült, melléképülettel és pajtával. Az idők folyamán néhány alaprajzi változáson is átesett, de a belső terek megőrizték a hegyvidéki területre jellemző hagyományos háromrészes felosztást, valamint a berendezés (dokumentumgyűjtemény, könyvek, bútorok, edények, üzleti berendezések, dísz- és használati tárgyak) többnyire biedermeier és klasszicista jellegzetességeit.